# Багаза, Жан-Батист
Жан-Бати́ст Багаза́ (фр. Jean-Baptiste Bagaza; 29 августа 1946, Рутову, провинция Бурури, Руанда-Урунди — 4 мая 2016, Брюссель, Бельгия) — бурундийский государственный деятель, полковник, второй президент Бурунди (1976—1987).

## Биография
Из народности тутси. Получил военное образование в Бельгии (1966—1970). С 1971 г. служил в Генеральном штабе бурундийской армии (с 1972 г. — заместитель начальника). Одним из факторов его успешной карьеры считается дружба его семьи с тогдашним президентом Мишелем Мичомберо. Принимал участие в геноциде хуту, возглавлял после этих событий Генеральный штаб.
В ноябре 1976 г. совершил военный переворот и стал президентом Бурунди и председателем высшего органа власти — Верховного революционного совета (распущен в 1979).
После упразднения в октябре 1978 г. поста премьер-министра — глава правительства; также министр обороны и верховный главнокомандующий. С 1979 г. председатель партии «Союз за национальный прогресс». На выборах, состоявшихся в 1984 г., был переизбран президентом Бурунди с почти единодушным голосованием (99,6 %). После этого организовал военную операцию, которая была направлена против римско-католической церкви.
В политической сфере пытался игнорировать дискриминацию национального большинства — народности хуту, стараясь заменить эту ключевую проблему решением социально-экономических задач. В период его правления коэффициент охвата начальными школами за десять лет (1976—1986) вырос с 19 до 85 %. Большая часть инфраструктуры Бурунди в XXI веке была создана также в этот период: дороги, электростанции, водоснабжение, больницы и медицинские центры, школы, кофе, телекоммуникации и т. д.). Производство кофе (основной экспортный продукт) увеличилось более чем в четыре раза. Считая, что банковские сбережения играют определяющую роль в экономическом развитии, ввёл в стране систему принудительных сбережений. Политика экономического развития поддерживалась внешними донорами (Всемирный банк, страны Запада, КНР, арабские государства). В то же его попытки объединить сельские поселения и увеличить число кооперативов оказались не столь удачными, столкнувшись с традиционным бурундийским менталитетом и традициями.
Во внешней политике старался поддерживать дружественные отношения с другими странами, улучшая экономический товарооборот. Однако имел неприязненные отношения с лидерами соседних государств — заирским президентом Мобуту Сесе Секо и лидером Руанды Жювеналем Хабиариманой, установив хороший контакт с президентом Уганды Йовери Мусевени.
Во время его официального визита в Канаду (1987) в Бурунди произошёл военный переворот, в результате которого он был отстранён от власти майором Пьером Буйоя. После этого смещённый глава государства выехал за пределы страны и проживал в изгнании в Уганде, позже переехал в Ливию, где жил до 1993 года.
После возвращения на родину в 1994 г. возглавил «Партию за национальное возрождение» (PARENA), которая к 1996 году достигла значительного влияния, главным образом в общине тутси, пока Пьер Буйоя не совершил второй военный переворот. В 1997 г. подвергался аресту по обвинению в попытке собрать арсенал оружия для свержения Буйои.
Как бывший глава государства являлся пожизненным сенатором.